# Orbita uranocentrica
In astronomia e astronautica si dice orbita uranocentrica una qualsiasi orbita attorno al pianeta Urano. Tutti i satelliti naturali di Urano, oltre alle particelle che compongono i suoi anelli, sono attualmente in orbita uranocentrica; al contrario, nessuna sonda spaziale di fabbricazione umana è sinora entrata in orbita attorno al pianeta. Tale orbita ovviamente è anche di tipo planetocentrica.

## Orbite notevoli
Alcuni tipi particolari di orbita uranocentrica sono l'orbita uranosincrona e l'orbita uranostazionaria.